# ОмаСП (стадіон)
«ОмаСП Стадіон» (фін. OmaSp Stadion) — футбольний стадіон у місті Сейняйокі, Фінляндія, домашня арена ФК «СЯК Сейняйокі».
Стадіон побудований та відкритий 2016 року. Кошторис будівництва склав € 13 млн, € 2. 2 млн з яких були виділені із державного бюджету. Основним спонсором будівництва був банк «Oma Säästöpankki», ім'я якого і присвоєно арені. Поле стадіону має штучне покриття.